# Leonel Ojala
Leonel Henrik "Leo" Ojala, född 13 mars 1986 i Karlstad, är en sverigefinsk tidigare handbollsspelare, som spelade mittsexa i anfall.

## Karriär
Leonel Ojala började spela handboll vid 6 års ålder IF Hellton, men redan åtta år gammal bytte han till IFK Hammarö. Elitdebuten var för IF Guif i svenska elitserien. 2007 blev Ojala inringd till det svenska U21-landslaget och fick på så sätt vara med och ta VM-guldet samma år. 2007 flyttade han till norska klubben Elverum Håndball. Då en mittenklubb i Postenligan men man blev bättre och tog NM-guld 2009, blev seriesegrare 2012/2013 och tog hem slutspelet 2012, 2013, 2014. 2013 blev Leonel Ojala lagkapten för Elverum. 2015 lade han skorna på hyllan. Han hade utbildat sig inom revision och fick ett bra arbete på KPMG.
2011 bytte Leonel Ojala till det finska landslaget där han sedan spelade flera landskamper.

## Klubbar
- IF Hellton (1992–1994)
- IFK Hammarö (1994–?)
- Eskilstuna Guif (2005?–2007)
- Elverum Håndball (2007–2015)

## Landslag
- Sverige U19: 2 matcher, 2 mål
- Sverige U21: 11 matcher, 3 mål
- Finland, A-landslaget

## Meriter
- U21-VM-guld 2007 med Sveriges U21-landslag
- Serieseger 2012-2013 Norska Postenligan
- Norsk mästare 2009
- Slutspel Guld Norge 2012, 2013, 2014